# Brian Cowen

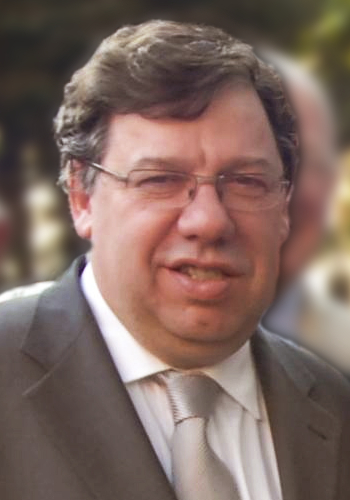
Brian Cowen (2008)

Brian Cowen (irisch Brian Ó Comhain; * 10. Januar 1960 in Tullamore, Grafschaft Offaly) ist ein irischer Politiker und war vom 7. Mai 2008 bis zum 9. März 2011 der Ministerpräsident (Taoiseach) Irlands sowie von 2008 bis zum 22. Januar 2011 der Vorsitzende der regierenden Fianna-Fáil-Partei.

## Leben
Brian Cowen studierte Recht am University College Dublin, erwarb die Anwaltszulassung an der Incorporated Law Society of Ireland in Dublin und arbeitete als Anwalt. Von 1984 bis 2011 war er Abgeordneter (Teachta Dála) für den Wahlkreis Laois-Offaly.
Er war von 1992 bis 1993 Arbeitsminister, 1993 Energieminister, von 1993 bis 1994 Minister für Verkehr, Energie und Kommunikation, von 1997 bis 2000 Minister für Gesundheit und Kinder, von 2000 bis 2004 Außenminister sowie von 2004 bis 2008 Finanzminister. Im ersten Halbjahr 2004 war Cowen außerdem Präsident des Rats der Europäischen Union. Vom 14. Juni 2007 bis zum 7. Mai 2008 war er amtierender Vize-Ministerpräsident (Tánaiste).
Am 4. April 2008 erklärte Cowen nach der Rücktrittsankündigung durch Bertie Ahern zum 6. Mai 2008 formell seine Kandidatur für den Parteivorsitz der Fianna Fáil und den Posten des irischen Ministerpräsidenten; am 9. April wurde er zum Parteivorsitzenden von Fianna Fáil gewählt und als Nachfolger Aherns zum designierten irischen Ministerpräsidenten bestimmt. Beide Ämter übernahm Cowen am 7. Mai 2008.
Cowens Regierung verlor im Zuge der irischen Bankenkrise enorm an Popularität. Cowen galt als unbeliebtester Politiker aller Zeiten in Irland. Unter anderem wurde Cowen vorgeworfen, beim Eindämmen der Bankenkrise versagt und den Stolz des Landes mit der Flucht unter den EU-Rettungsschirm entscheidend verletzt zu haben. Irlands Votum gegen den Vertrag von Lissabon wurde als Protest gegen die Politik der Regierung Cowen gedeutet. Im November 2010 kündigte Cowen nach einer Vertrauensfrage vorgezogene Neuwahlen an. Das Datum der Neuwahlen wurde erst auf Druck des Koalitionspartners zwei Monate später für den 11. März 2011 festgelegt und dann auf den 25. Februar vorgezogen. Am 22. Januar 2011 trat er vom Amt des Parteivorsitzenden wegen der anhaltenden Kritik innerhalb der Fianna Fáil zurück. Sein Nachfolger wurde Micheál Martin, der wenige Tage zuvor am 19. Januar aus Protest gegen Cowens Politik als Außenminister zurückgetreten war. Bis zur Neuwahl hatte Cowen deswegen den Posten des Außenministers inne.
Cowen ist verheiratet und hat zwei Töchter.
Im Juli 2019 erlitt er einen Schlaganfall und verbrachte mehrere Monate in einem Krankenhaus.

## Nachweise
1. 1 2  Brian Cowen: Announcement by the Taoiseach, Mr Brian Cowen T.D., on the Leadership of Fianna Fáil. 22. Januar 2011, archiviert vom Original am 27. Januar 2011; abgerufen am 23. Januar 2011 (englisch).
2. ↑  The Irish Times: „Tánaiste formally declares for leadership of Fianna Fáil“ (Seite nicht mehr abrufbar, festgestellt im Juni 2023. Suche in Webarchiven)  Info: Der Link wurde automatisch als defekt markiert. Bitte prüfe den Link gemäß Anleitung und entferne dann diesen Hinweis., 5. April 2008 (englisch)
3. ↑  The Irish Times: „Brian Cowen to be next Taosieach“ (Memento des Originals vom 7. April 2008 im Internet Archive)  Info: Der Archivlink wurde automatisch eingesetzt und noch nicht geprüft. Bitte prüfe Original- und Archivlink gemäß Anleitung und entferne dann diesen Hinweis., 5. April 2008 (englisch)
4. ↑  DLF: DLF-Nachrichten, Meldung vom 9. April 2008, 13:00
5. ↑  The Irish Times: „Brian Cowen’s acceptance speech“ (Memento des Originals vom 14. April 2008 im Internet Archive)  Info: Der Archivlink wurde automatisch eingesetzt und noch nicht geprüft. Bitte prüfe Original- und Archivlink gemäß Anleitung und entferne dann diesen Hinweis. vom 9. April 2008 (audio clip) (englisch)
6. ↑  Irischer Ministerpräsident kündigt Neuwahlen an, Spiegel Online vom 22. November 2010
7. ↑   Seite zu Brian Cowen (Memento vom 31. Januar 2010 im Internet Archive) auf der Fianna Fáil Webseite (englisch)
8. ↑  The Irish Times: „Brian Cowen ‘hopes to walk again’ soon after having stroke last July“, 11. Februar 2020 (englisch)

| Personendaten    | Personendaten             |
| ---------------- | ------------------------- |
| NAME             | Cowen, Brian              |
| ALTERNATIVNAMEN  | Comhain, Brian Ó (irisch) |
| KURZBESCHREIBUNG | irischer Politiker        |
| GEBURTSDATUM     | 10. Januar 1960           |
| GEBURTSORT       | Tullamore                 |